# مارک آرم
مارک آرم (انگلیسی: Mark Arm؛ زادهٔ ۲۱ فوریهٔ ۱۹۶۲) یک موسیقی‌دان اهل ایالات متحده آمریکا است. وی از سال ۱۹۸۰ میلادی تاکنون مشغول فعالیت بوده‌است.